# Tanques da França

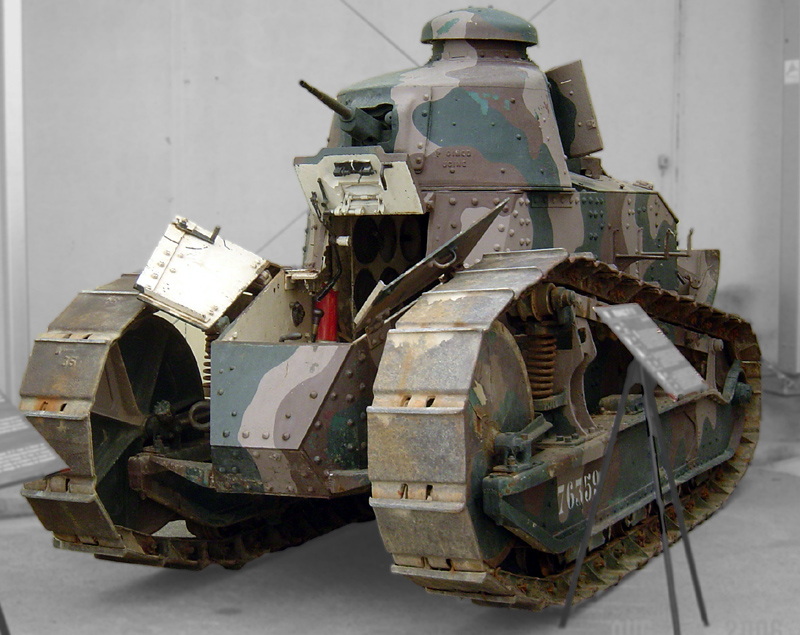
O Renault FT, o primeiro tanque "moderno" a entrar em produção.

O desenvolvimento francês de tanques começou durante a Primeira Guerra Mundial como um esforço para superar o impasse da guerra de trincheiras e, em grande parte, por iniciativa dos fabricantes. O Schneider CA1 foi o primeiro tanque produzido pela França, e 400 unidades foram construídas. Os franceses também experimentaram vários projetos de tanques, como o navio Frot-Laffly, a máquina Boirault e o experimento Souain. Outros 400 tanques Saint-Chamond foram fabricados de abril de 1917 a julho de 1918, mas eram pouco potentes e de utilidade limitada porque as esteiras da lagarta eram muito curtos para o comprimento e peso do tanque. O desenvolvimento de tanque francês mais significativo durante a guerra foi o tanque leve Renault FT, que definiu o traçado geral para futuros projetos de tanques e foi usado ou redesenhado por várias forças militares, incluindo as dos Estados Unidos e do Brasil.

## História

### Primeira Guerra Mundial

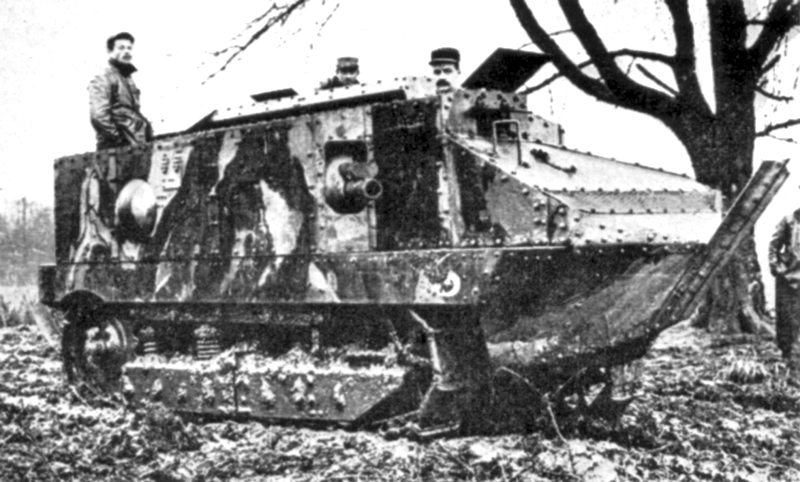
Schneider CA1, o primeiro tanque francês.

Enquanto os britânicos começaram a projetar e usar tanques na Primeira Guerra Mundial, a França ao mesmo tempo desenvolveu seus próprios veículos blindados de combate sobre esteiras, mas a situação lá era muito diferente. Na Grã-Bretanha, um único comitê coordenava o projeto, enquanto as principais indústrias permaneciam passivas. Quase todo o esforço de produção foi concentrado no Mark I e seus sucessores diretos, todos muito semelhantes em formato. Na França, por outro lado, havia linhas de desenvolvimento múltiplas e conflitantes, mas mal integradas, resultando em três grandes tipos de produção bastante díspares. Um grande produtor de armas, a Schneider, assumiu a liderança em janeiro de 1915 e tentou construir um primeiro veículo blindado baseado no trator Baby Holt, mas inicialmente o processo de desenvolvimento foi lento até que em julho eles receberam apoio político, até mesmo presidencial, combinando seu projeto com a de um cortador de arame mecânico concebido pelo engenheiro e político Jean-Louis Bréton. Em dezembro de 1915, o influente coronel Estienne deixou o Comando Supremo muito entusiasmado com a ideia de criar uma força blindada baseada nesses veículos; o forte apoio do Exército aos tanques seria uma constante nas décadas seguintes. Já em janeiro e fevereiro de 1916 foram feitos pedidos bastante substanciais, naquele momento com um número total de 800 - muito maior que os britânicos.

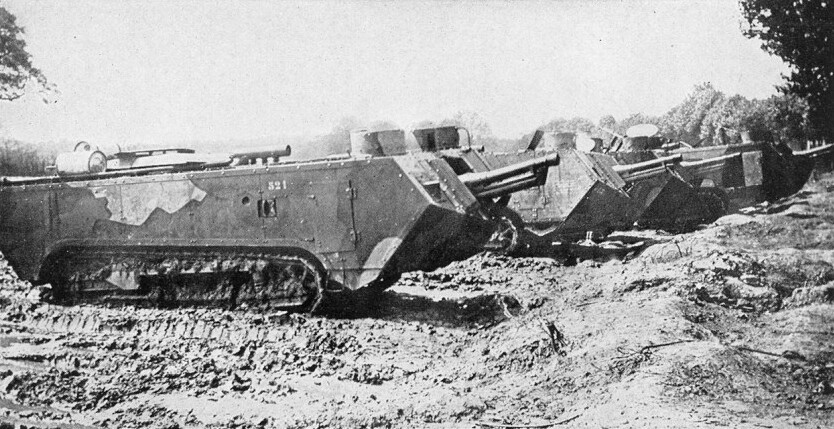
Os tanques Saint-Chamond franceses tinham corpos longos com grande parte do veículo projetando-se para a frente dos trilhos curtos da lagarta, tornando-os mais propensos a ficarem entalados em trincheiras.

Entretanto, o entusiasmo e a pressa do Exército teriam suas desvantagens imediatas. Como resultado do envolvimento de oficiais do exército inexperientes ordenados a criar um novo tanque baseado no maior Holt 75cv em um período muito curto de tempo, os primeiros tanques franceses foram mal projetados em relação à necessidade de cruzar trincheiras e não seguiram a rota de montagem de terem patrocinadores tal como os tanques britânicos. O primeiro, o Char Schneider CA equipado com um obus curto 75mm, tinha pouca mobilidade devido a um comprimento de pista curto combinado com um casco que pendia na frente e atrás. Também não era confiável; um máximo de apenas cerca de 130 dos 400 construídos já estavam operacionais ao mesmo tempo. Então a rivalidade industrial começou a desempenhar um papel prejudicial: criou o pesado Char Saint-Chamond, um desenvolvimento paralelo não ordenado pelo Exército, mas aprovado pelo governo através do lobby industrial, que montou um armamento muito mais impressionante - seu 75mm foi o canhão mais poderoso em serviço por qualquer tanque operacional até 1941 - mas também combinou muitas das falhas do Schneider CA com um corpo ainda maior. Sua inovadora transmissão petroelétrica, embora permitindo uma direção fácil, foi insuficientemente desenvolvida e levou a um grande número de avarias.

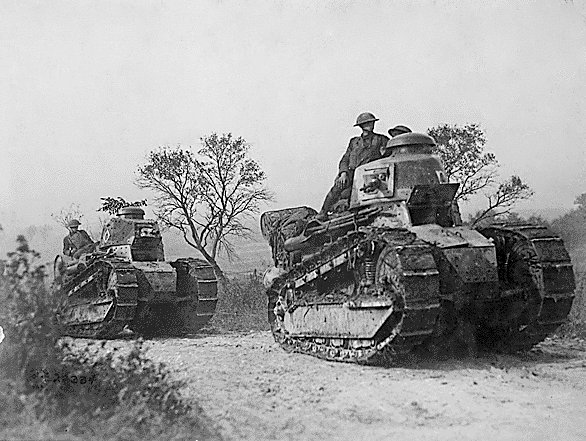
Tanques Renault FT sendo operados pelo Exército dos EUA na França. Tanques leves com uma tripulação de apenas dois, foram produzidos em massa durante a Primeira Guerra Mundial.

Mas a iniciativa industrial também levou a avanços rápidos. A indústria automobilística, já acostumada à produção em massa de veículos e com muito mais experiência em traçado de veículos, projetou em 1916 os primeiros tanques leves práticos, uma classe amplamente negligenciada pelos britânicos. Seria o excelente projeto de tanque pequeno da Renault, o FT, incorporando uma face de subida adequada para as lagartas, que foi o primeiro tanque a incorporar uma torre montada no topo com uma capacidade de deslocamento total de 360°. De fato, o FT foi em muitos aspectos o primeiro tanque verdadeiramente "moderno" com um traçado que tem sido seguido por quase todos os projetos desde então: motorista na frente; armamento principal em uma torre totalmente rotativa no topo; motor na parte traseira. Os modelos anteriores eram "tanques de caixa" com um único espaço lotado combinando o papel de sala de máquinas, compartimento de combate, estoque de munição e cabine do motorista. (Um protótipo Peugeot muito semelhante, com uma casamata fixa montando um canhão curto de 75mm, foi testado em 1918, mas a ideia não foi levada adiante.) O FT teria a maior produção de qualquer tanque da guerra com mais de 3.700 construídos, mais numerosos do que todos os tanques britânicos juntos. Que isso aconteceria, a princípio, estava longe de ser certo; alguns no Exército Francês fizeram lobby pela produção alternativa em massa de tanques superpesados. Muito esforço de projeto foi colocado nesta linha de desenvolvimento, resultando no gigantesco Char 2C, o tanque mais complexo e tecnologicamente avançado de sua época. Sua própria complexidade garantiu que fosse produzido tarde demais para participar da Primeira Guerra Mundial e em número muito pequeno de apenas dez, mas seria o primeiro tanque com uma torre de três homens; o mais pesado a entrar em serviço até o final da Segunda Guerra Mundial e ainda o maior já operacional.
A produção francesa a princípio ficou atrás da britânica. Depois de agosto de 1916, no entanto, a fabricação de tanques britânicos foi temporariamente interrompida para esperar por projetos melhores, permitindo que os franceses ultrapassassem seus aliados em número. Quando os franceses usaram tanques pela primeira vez em 16 de abril de 1917, durante a Ofensiva Nivelle, tinham quatro vezes mais tanques disponíveis. Mas isso não duraria muito, pois a ofensiva foi um grande fracasso; os Schneiders foram mal posicionados e sofreram 50% de perdas com a artilharia alemã de longo alcance. Os tanques de Saint-Chamond, empregados pela primeira vez em 5 de maio, provaram ser tão mal projetados que não conseguiram cruzar a primeira linha de trincheiras alemãs.

### Entre-Guerras
Os franceses usaram uma ampla gama de tanques, incluindo muitos tipos únicos. A França foi o segundo maior produtor de tanques do mundo, atrás da União Soviética (ver a produção francesa de veículos blindados de combate durante a Segunda Guerra Mundial). Os projetos de tanques de cavalaria franceses viram tentativas de equilibrar as necessidades de poder de fogo, proteção e mobilidade. Eles também apresentaram um projeto de tanque pesado e vários tipos mais leves para reconhecimento e apoio de infantaria. Além desses tipos, eles também estavam trabalhando em tanques de avanço superpesados (FCM F1). Os franceses não tinham um Corpo de Tanques independente. Todos os tanques pertenciam à Infantaria ou à Cavalaria.
- Tanques de Infantaria (Chars)

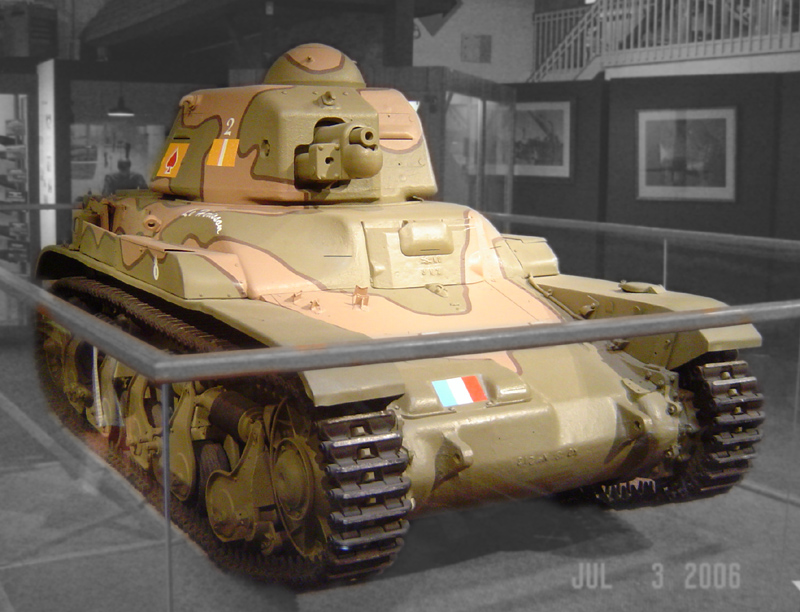
O tanque francês Renault R 35.

  - Tanques leves (Chars Légers), geralmente semelhantes aos tanques leves de outras nações, embora fossem destinados a serem usados mais para apoio de infantaria do que para reconhecimento e, como tal, eram melhor blindados, porém mais lentos do que muitos outros tanques leves. O Renault R 35 era o tipo mais comum; pequenos números do futurístico FCM 36 foram construídos. O R 35 também foi exportado para vários países do leste europeu, incluindo a Polônia.
  - Tanques médios (Chars de Bataille), na verdade eram tanques de avanço especializados (Char D1, Char D2, Char B1).
  - Tanques Pesados (Chars Lourds); apenas o Char 2C da época da Primeira Guerra Mundial já estava operacional nesta classe, sendo a razão pela qual o papel inovador foi delegado aos Chars de Bataille.
- Tanques de Cavalaria (Automitrailleuses). Essas classes se concentravam na velocidade, além do poder e proteção de outros projetos de tanques, e eram destinadas ao trabalho antitanque e antipessoal. Como por lei todos os tanques (Chars) tinham que fazer parte da Infantaria, a Cavalaria chamava seus tanques de Automitrailleuses. Estes incluíram o Hotchkiss H35.
  - Tanques Blindados de Combate (AMC ou Automitrailleuses de Combat), um tanque médio que sacrificava alguma blindagem para velocidade, e tinha armamento semelhante aos tanques de infantaria (AMC 34, AMC 35, SOMUA S35).
  - Reconhecimento blindado (AMR ou Automitrailleuses de Reconnaissance), essencialmente tanques leves (AMR 33; AMR 35), mas especificamente destinados ao reconhecimento geral e manutenção de uma tela de segurança. No entanto, o reconhecimento especializado seria realizado pelos AMD ou Automitrailleuses de Découverte, tipicamente carros blindados ou meias-lagartas.

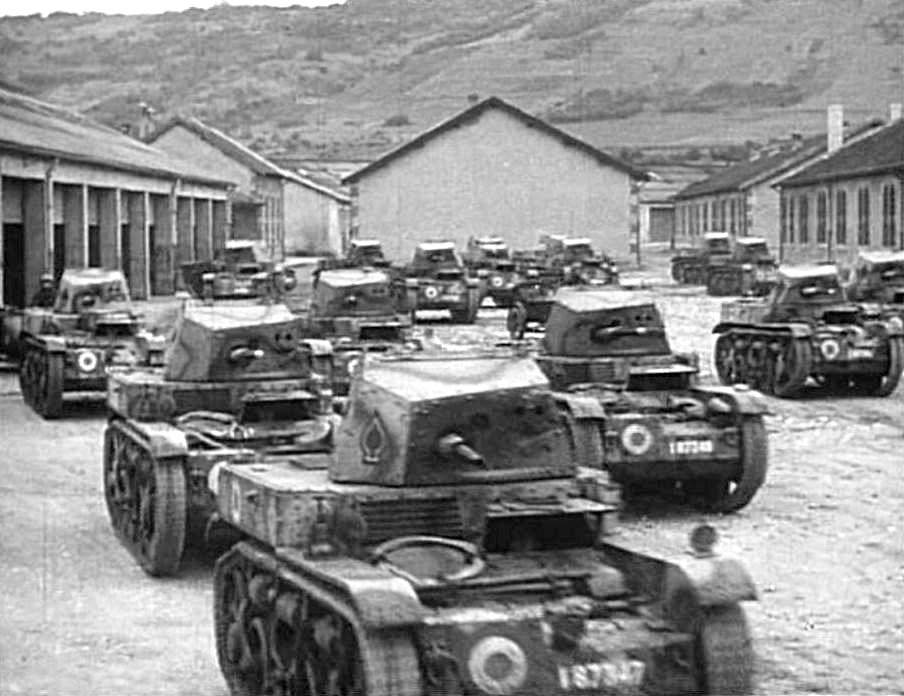
AMR 35 franceses armados com 13,2mm, pertencentes ao 4e RDP, da 1re DLM.

O Renault FT teve uma vida longa e foi usado na Segunda Guerra Mundial e ainda mais tarde na Indochina. Foi utilizado tão longe quanto na China, durante as guerras civis chinesas, e versões do tanque foram usadas contra e pelos japoneses durante a invasão da China. Um grande número foi adquirido pelos republicanos e nacionalistas durante a Guerra Civil Espanhola. Foram usados na Revolução Russa tanto pelos bolcheviques quanto pelos russos brancos, e mais tarde pelos finlandeses contra os soviéticos. A França exportou o FT até a Segunda Guerra Mundial. O projeto também foi desenvolvido pelos italianos como Fiat 3000 e pela URSS como T-18.
Em meados da década de 1930, o Exército Francês estava substituindo a envelhecida frota FT por uma força mista de tanques leves, tanto nas armas de Infantaria quanto de Cavalaria, bem como tanques médios e pesados. Os tanques leves de infantaria incluíam o Renault R 35, que seguia o conceito FT bastante de perto com seu tamanho muito pequeno, tripulação de dois homens e armamento de canhão 37mm curto. Era, no entanto, fortemente blindado. O R 35 foi usado principalmente para equipar os batalhões de tanques independentes, uma reserva blindada alocada no nível do exército e destinada a reforçar as divisões de infantaria em operações de avanço. As divisões de infantaria francesas normalmente não tinham componentes de tanques orgânicos. O R 35 foi exportado para a Polônia e Romênia. A cavalaria tinha o similar Hotchkiss H 35, armado com o mesmo 37mm, bem como tanques leves de reconhecimento, como o AMR 35.
A França também produziu o que pode ter sido o melhor tanque da década de 1930, o SOMUA S35. Este tanque equipava as divisões blindadas da Cavalaria que tinham que executar a fase de exploração de uma batalha e era provavelmente a melhor combinação de blindagem, poder de fogo e mobilidade antes do aparecimento do alemão PzKpfw IV Ausf. F2  e soviético T-34. O S 35 tinha um canhão longo de 47mm que poderia abater qualquer tanque então em serviço, bem como blindagem pesada e boa velocidade.

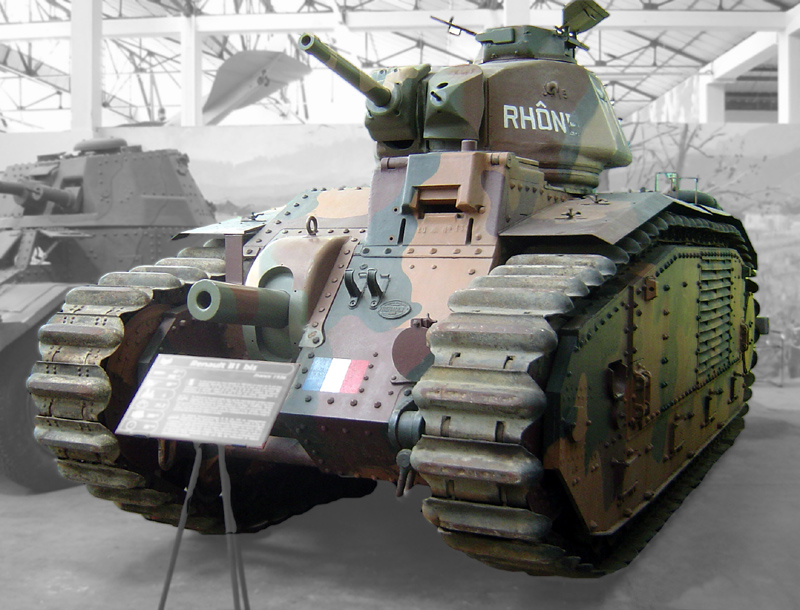
A Char B1 bis no Musée des Blindés em Saumur.

O tanque francês char de bataille Char B1 era um tanque muito formidável, com blindagem pesada e rebitada, o mesmo canhão longo 47mm como no S 35, e um obus 75mm montado no chassis. Todos os Char B1 eram equipados com rádio e o tanque era quase invulnerável à maioria dos tanques e canhões antitanque rebocados. Eles equiparam as divisões blindadas da Infantaria, que eram unidades de avanço especializadas.

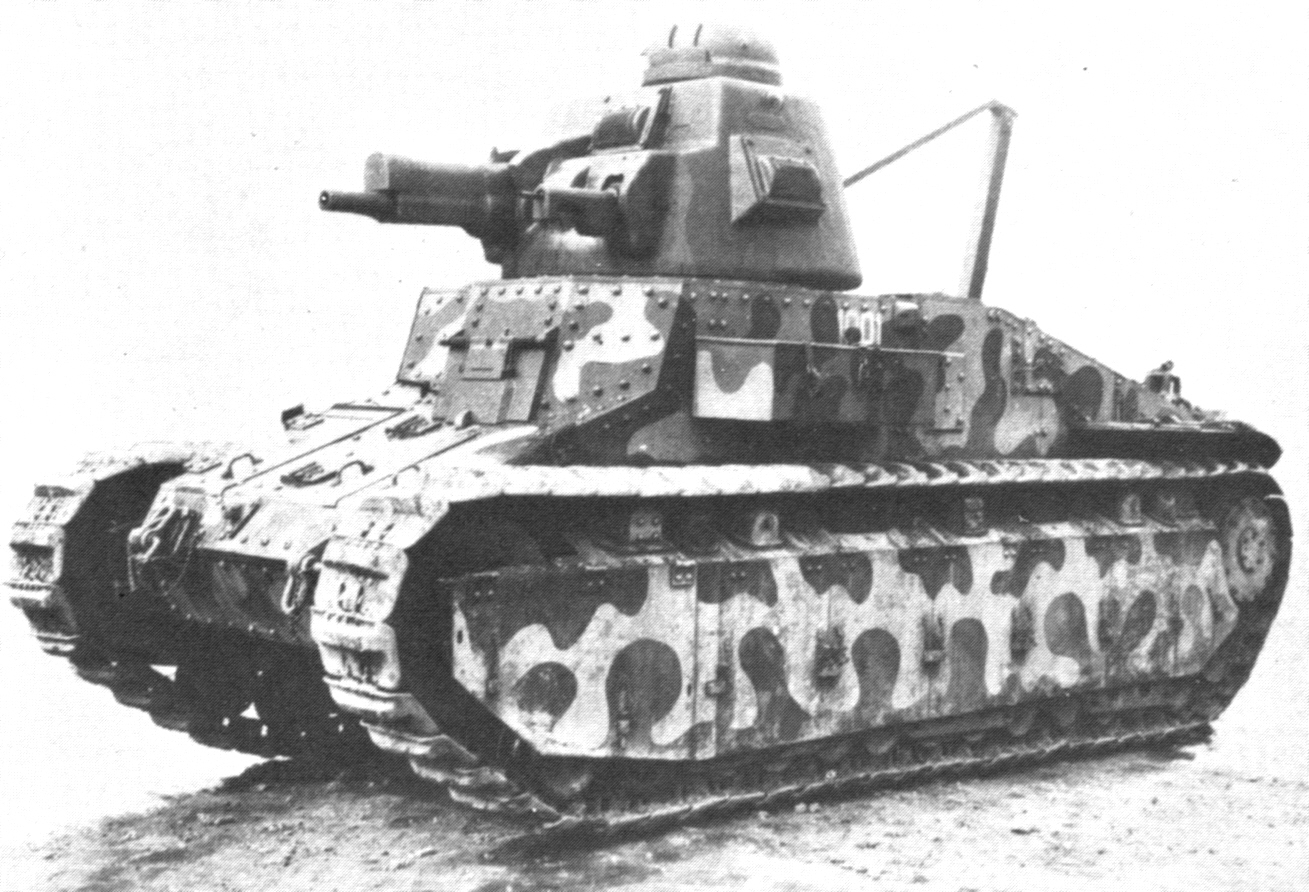
Char D1 com torre ST2 em 1936.

O plano francês de 1926, que previa a criação de um tanque de apoio de infantaria leve, levou ao desenvolvimento do protótipo Renault NC1 existente no Char D1. Em 23 de dezembro de 1930, foi feito um primeiro pedido de 70 séries principais de tanques Char D1, seguido em 12 de julho de 1932 por um segundo pedido de 30; a última encomenda em 16 de outubro de 1933 foi de 50 veículos, num total de 150, entregues entre janeiro de 1932 e início de 1935.
Em geral, os tanques franceses da década de 1930 eram veículos inovadores e bem blindados que pouco deviam aos projetos estrangeiros. No entanto, os tanques leves careciam de poder de fogo, tendiam a ser lentos e quase todos os tanques franceses eram enfraquecidos por suas torres de um único homem. Mesmo o alardeado Char B1 tinha um comandante encarregado de comandar o veículo, apontar o canhão principal e carregá-lo. Se ele fosse um comandante de pelotão ou de companhia, tinha as tarefas adicionais de controlar suas outras unidades. Um conjunto tão pesado de tarefas era opressor e reduzia muito a eficácia dos tanques.  A falta de rádios com os tanques leves não era vista como um grande inconveniente, já que a doutrina francesa previa manobras lentas e deliberadas em estreita conformidade com os planos: o conceito de "bataille conduite" ("batalha conduzida"), adotado porque os jogos de guerra o mostravam ser superior. O papel dos líderes de pequenas unidades era executar planos, não tomar a iniciativa em combate. Isso era quase o oposto da doutrina alemã, que enfatizava a iniciativa e a tomada de decisões em níveis baixos de comando (Auftragstaktik). Em 1939, um esforço tardio foi feito para melhorar a flexibilidade e aumentar o número de rádios.
Apesar das opiniões de Estienne e mais tarde de Charles de Gaulle, o estado-maior francês falhou em definir uma doutrina militar efetiva quanto ao seu uso, devido à divisão de trabalho entre tanques de infantaria e cavalaria.

### Segunda Guerra Mundial

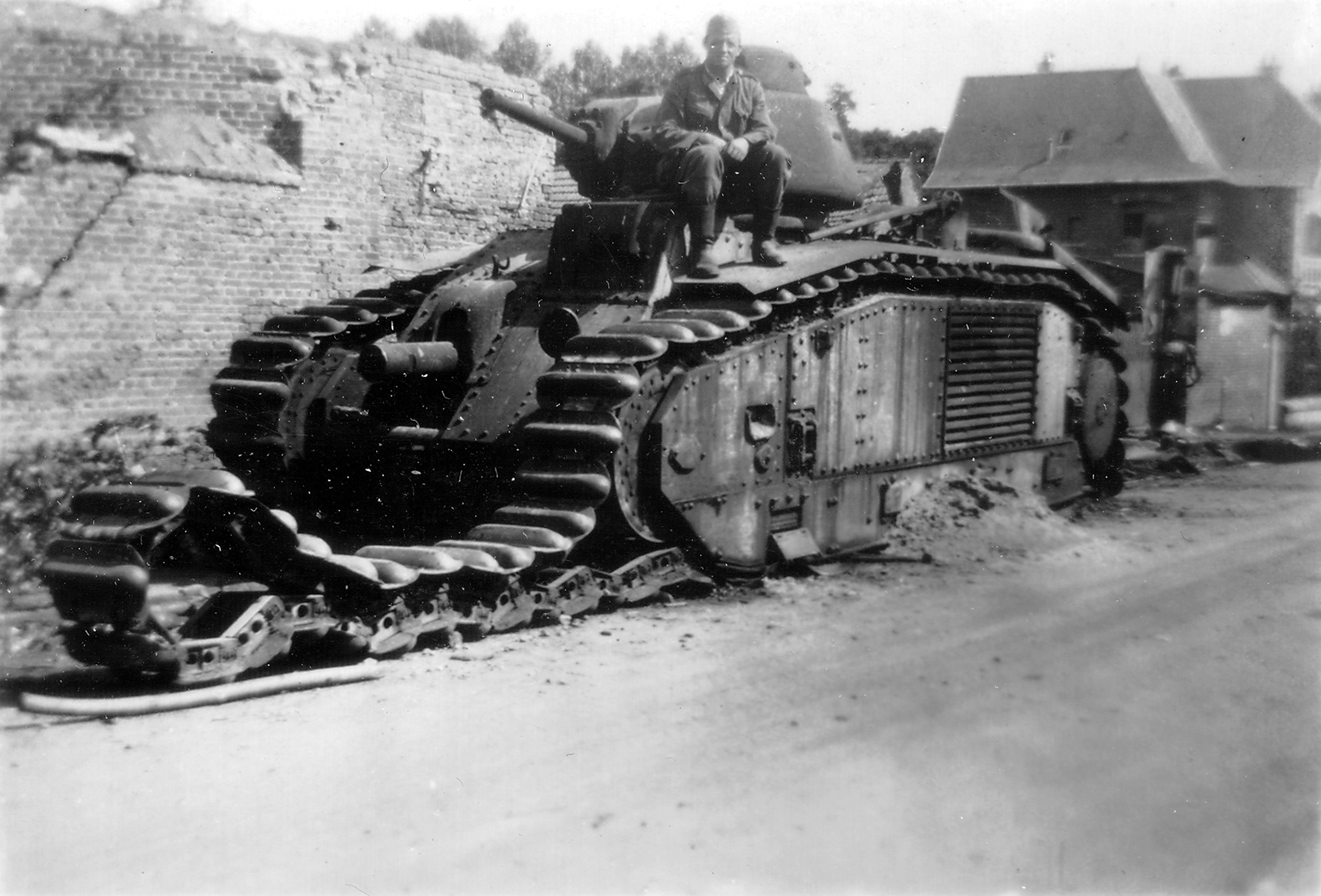
Um Char B1 bis destruído em Saint-Simon, maio de 1940.

No início da guerra, a França tinha uma das maiores forças de tanques do mundo, juntamente com as forças soviéticas, britânicas e alemãs. Os franceses planejaram uma guerra defensiva e construíram tanques de acordo; tanques de infantaria foram projetados para serem fortemente blindados. Dentro da França e suas colônias, cerca de 5.800 tanques estavam disponíveis durante a ofensiva alemã, e alguns quando entraram em contato foram eficazes contra os tanques alemães.
O R 35 pretendia substituir o FT como tanque de infantaria leve padrão a partir do verão de 1936, mas mesmo em maio de 1940, não havia conscritos suficientes sendo treinados novamente e, portanto, oito batalhões do tanque mais antigo tiveram que ser mantidos operacionais. Em 1.º de setembro de 1939, no início da guerra, 975 veículos foram entregues de 1.070 produzidos; 765 foram colocados em serviço por batalhões de tanques na França. De um pedido total de 2.300, pelo menos 1.601 foram produzidos até 1.º de junho de 1940. Os números de série conhecidos por serem realmente usados indicam uma produção de pelo menos 1.670 veículos.

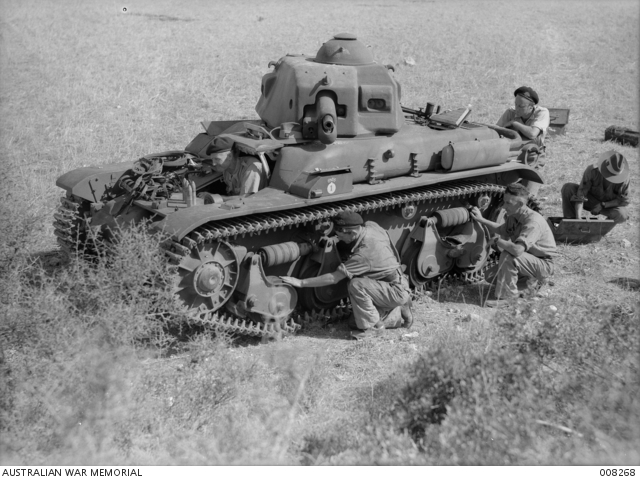
Soldados da Seção de Recuperação da 7.ª Divisão, 2/3 Oficinas de Campanha do Exército Australiano, trabalhando em um tanque leve francês Renault R35 capturado perto de Tiro, no Líbano.

Na Batalha da França, apesar de uma vantagem em número e blindagem contra os alemães, os tanques franceses não foram usados com bons resultados. Ironicamente, a cooperação com a infantaria era má. As unidades de cavalaria sozinhas eram muito poucas em número.
Em blindagem e poder de fogo, os tanques franceses geralmente não eram inferiores aos alemães. Em um incidente, um único Char B1 - o "Eure" - foi capaz de destruir treze tanques alemães em poucos minutos em Stonne em 16 de maio de 1940, todos eles tanques Panzer III e Panzer IV. Os canhões de 37mm e 20mm usados pelos alemães foram ineficazes para penetrar na espessa blindagem do B1, que conseguiu retornar com segurança apesar de ter sido atingido um grande número de vezes. Até o general alemão Rommel ficou surpreso com a forma como os tanques franceses resistiram aos projéteis dos tanques alemães e tiveram que recorrer ao uso da artilharia alemã 88 como canhões antitanque contra os tanques franceses para nocauteá-los. Os reveses sofridos pelos militares franceses estavam mais relacionados à estratégia, tática e organização do que à tecnologia e ao projeto. Quase 80% dos tanques franceses não tinham rádios, já que a doutrina de batalha empregada pelos militares franceses era mais uma de conformidade deliberada e lenta com as manobras pré-planejadas. A guerra de tanques franceses era frequentemente restrita com tanques sendo designados para apoio de infantaria. Ao contrário da Alemanha, que tinha divisões Panzerwaffe especiais, a França não separou os tanques da arma de infantaria e foi incapaz de responder rapidamente às táticas da Blitzkrieg empregadas pelos alemães, que envolviam movimentos rápidos, ordens específicas por missão e táticas de armas combinadas.

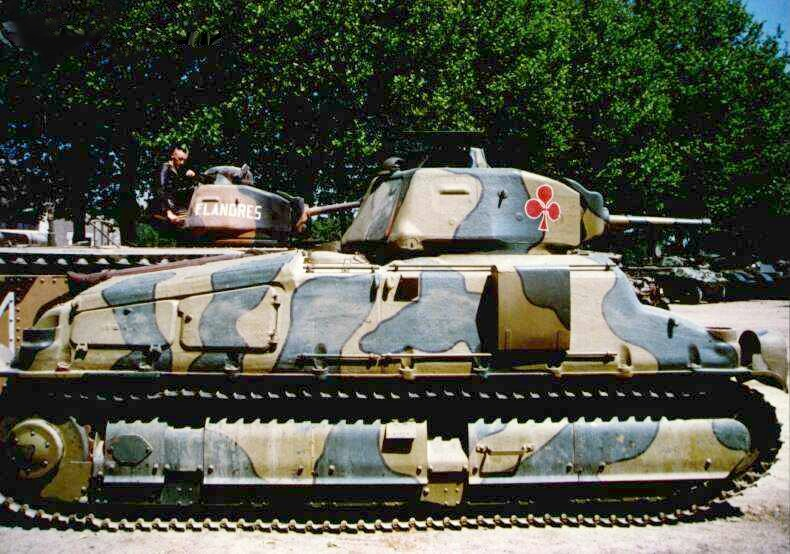
SOMUA S35 em condição de rodagem no Carrousel anual em Saumur.

O tanque médio S35 entrou em serviço em janeiro de 1936 com o 4e Cuirassiers. No final de 1937, o canhão SA 35 tornou-se disponível e as entregas da série principal de produção puderam começar. Em meados de 1938, cem foram produzidos, 270 em 1.º de setembro de 1939 e 246 entregues. Nesta data, 191 serviram na tropa, 51 estavam em depósito e quatro foram enviados de volta à fábrica para revisão. Após a eclosão da guerra, um quarto pedido de 200 foi feito, elevando o total encomendado para 700. Mais tarde foi decidido que a partir do 451.º veículo os tanques seriam do tipo S 40 melhorado. A produção de fato totalizou 430 em junho de 1940, incluindo o protótipo e a pré-série.
Destes cerca de 288 estavam em serviço de linha de frente no início da Batalha da França, com as três divisões blindadas da Cavalaria, as Divisions Légères Mécaniques ou Divisões Ligeiras Mecanizadas ("leves" aqui significando "móveis"). Cada uma delas tinha uma força orgânica de oito esquadrões com dez S35; cada esquadrão, entretanto, tinha uma reserva de material de dois tanques e os comandantes de regimento e brigada na prática também tinham tanques pessoais, resultando em um total de 88 veículos por divisão. Além disso, 31 estavam presentes na reserva geral de material, 49 nos estoques da fábrica e 26 estavam sendo processados para aceitação. Esses veículos foram posteriormente distribuídos para várias unidades ad hoc, como o 4.º DCR (comandado por Charles de Gaulle) que recebeu 39, parte do 3e Cuirassiers, a 4.ª DLM (10) e alguns Corps-francs Motorisés (cerca de 25). Também as 1.ª, 2.ª e 3.ª DLM destruídas foram reconstituídas com um pequeno número de tanques, as duas primeiras divisões receberam dez S 35, a terceira vinte; o S 35 serviu ainda com os 7e Cuirassiers (25) e um pelotão de três estava presente no 3e RAM da 3e DLC.

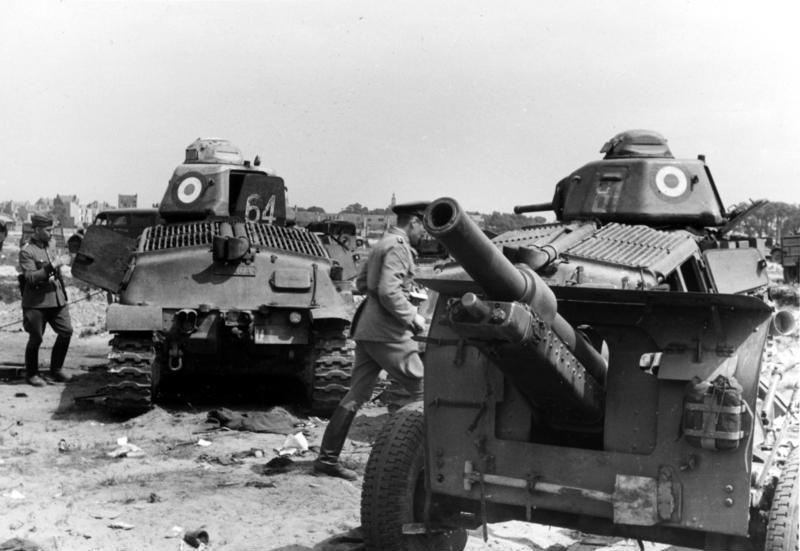
Somua S 35 capturados pela Alemanha em 1940.

Em maio de 1940, durante a Batalha da França, as DLM foram encarregadas da difícil manobra de realizar um avanço rápido nos Países Baixos, seguido por uma ação de contenção para permitir que as divisões de infantaria que seguiam atrás se entrincheirassem.  A 2.ª e a 3.ª DLM estavam concentrados no passo de Gembloux entre Louvain e Namur, onde não havia obstáculos naturais para impedir o avanço alemão. Tiveram que se espalhar um pouco para proteger aquele setor contra incursões da 3.ª e 4.ª Divisões Panzer alemãs. Isso foi necessário pela situação tática local e não refletiu alguma diferença fundamental na doutrina entre o uso das DLM e das Panzerdivisionen. Ambos os tipos de unidades eram muito semelhantes em equipamento, treinamento e organização, já que as divisões blindadas alemãs também eram destinadas principalmente à exploração estratégica, enquanto a fase de avanço era preferencialmente deixada para a infantaria. A batalha de tanques resultante de 13 a 15 de maio, a Batalha de Hannut, ocorreu com cerca de 1700 veículos blindados de combate participando, a maior concentração até aquele dia, e ainda é uma das maiores de todos os tempos. Os S 35 demonstrando um bom desempenho, provando serem realmente superiores aos tanques alemães em combate direto, mas foram desdobrados com bastante hesitação, pois o alto comando francês supôs erroneamente que a lacuna era o Schwerpunkt alemão e tentou preservar seus melhores tanques para bloquear ataques subseqüentes do resto do Panzerwaffe.
Quando ficou claro que o ataque foi realmente uma finta e as forças do norte corriam o risco de serem cortadas pelo avanço alemão ao sul de Namur, a 1.ª DLM que havia se movido muito rapidamente 200 quilômetros ao norte para ajudar os holandeses, foi apressadamente deslocada para o sul novamente. A desordem resultante e a quebra mecânica da maioria de seus S 35 tornaram esta unidade, a mais poderosa de todas as divisões aliadas, impotente; foi derrotada pela 5.ª Panzerdivision alemã em 17 de maio. As outras DLM travaram uma batalha de atraso, participando da Batalha de Arras e depois se desintegraram. Ao comprometer sua única reserva de blindados estrategicamente móvel no início da batalha tornou o Exército Francês fatalmente vulnerável a uma surpresa estratégica alemã.
Após o armistício de junho de 1940, os S 35 foram autorizados a serem enviados para a África Ocidental para reforçar o domínio do regime de Vichy naquela região. Foram emitidos para o 12.º Régiment de Chasseurs d'Afrique que, depois que a África Ocidental Francesa se aliou aos Aliados, os operou contra as forças alemãs e italianas durante a Campanha da Tunísia. Após a libertação da França em 1944, uma unidade blindada foi criada, o 13e Régiment de Dragons, usando material francês, entre os quais dezessete S 35.

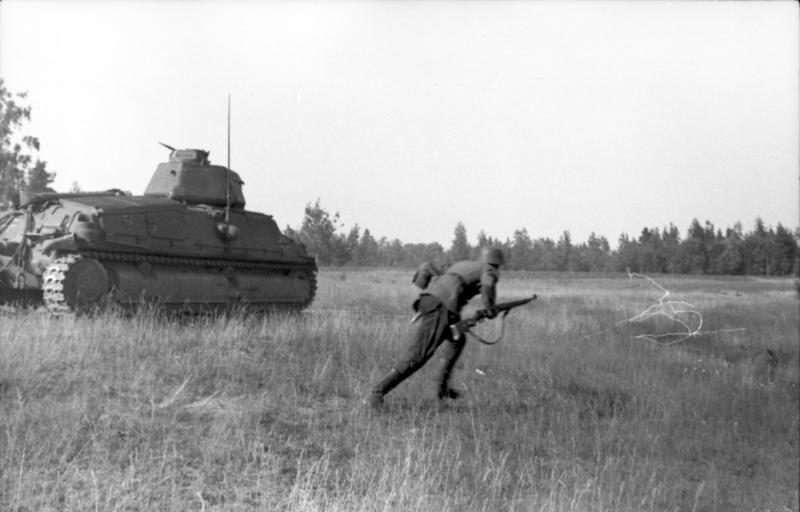
O S 35 em serviço alemão na Frente Oriental em 1941.

Após a queda da França, vários S 35 (297 foram capturados de acordo com algumas fontes) foram colocados em serviço pela Wehrmacht como Panzerkampfwagen 35-S 739(f). Os alemães modificaram a cúpula cortando sua tampa e instalando uma escotilha simples.

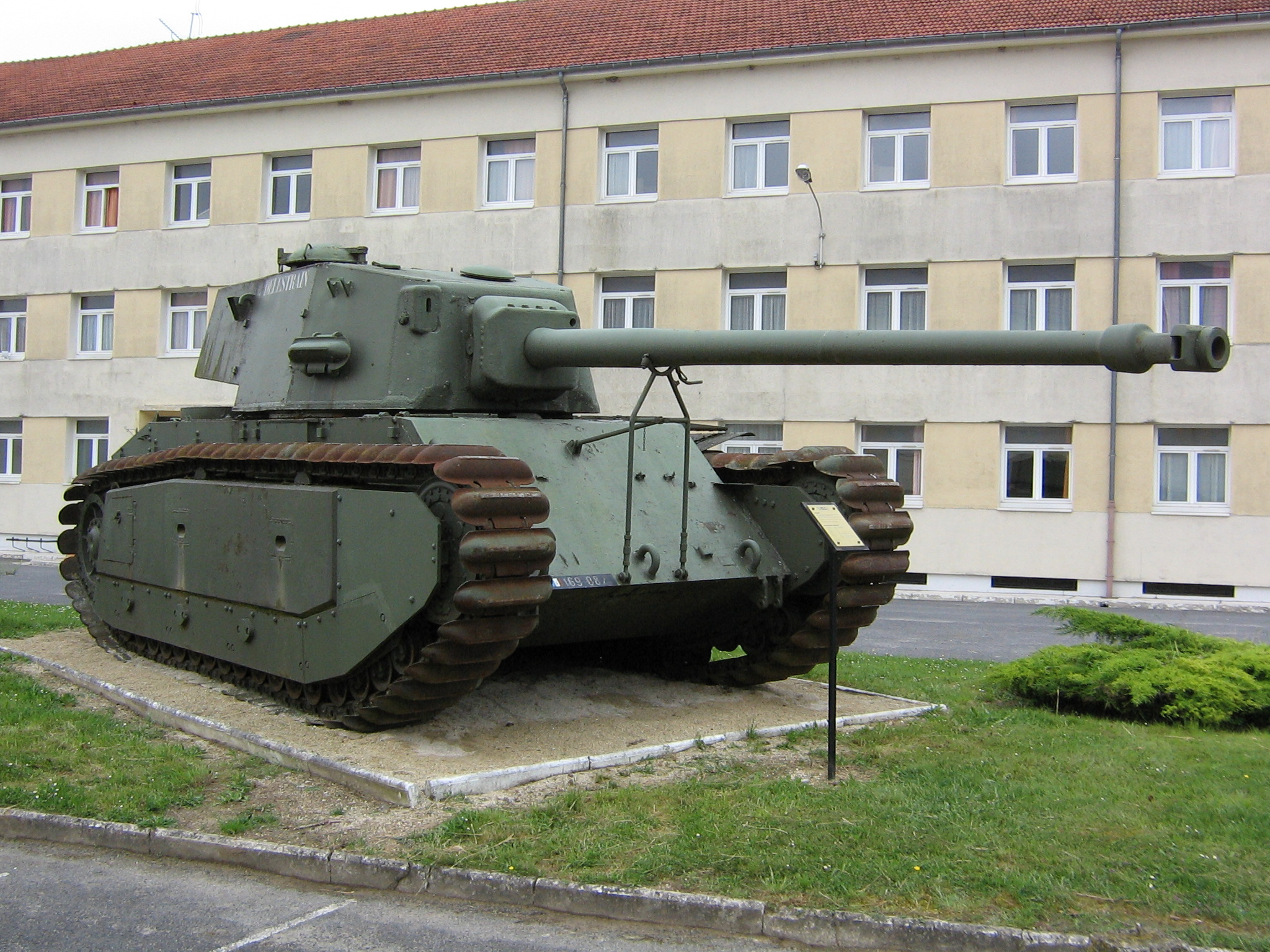
O ARL 44 em Mourmelon-le-Grand.

As 21 e 25. Panzerdivision em 1943 usaram alguns S 35 ao reformarem-se depois de terem sido amplamente destruídas. Algumas dessas unidades lutaram na Normandia em 1944, e ainda havia doze S 35 listados como em serviço alemão em 30 de dezembro de 1944.
Após a queda da França, o trabalho em novos projetos, como o Char G1, foram oficialmente interrompidos, embora alguns projetos clandestinos tenham sido feitos - como o ARL 44.

#### Bir Hakeim
Uma das primeiras batalhas importantes que as forças da França Livre travaram depois de se juntarem aos Aliados foi em Bir Hakeim, onde se defenderam do ataque da Divisão Ariete na primeira fase da Batalha de Gazala e, posteriormente, sob ataque de uma força combinada da Divisão Trieste e 90.ª Divisão de Infantaria Leve. A batalha em Bir Hakeim ocorreu em um oásis remoto no deserto da Líbia e no antigo local de um forte turco. Durante a Batalha de Gazala, a 1.ª Divisão Francesa Livre do Général de brigade Marie Pierre Kœnig defendeu o local de 26 de maio a 11 de junho de 1942 contra forças de ataque alemãs e italianas muito maiores dirigidas pelo Generaloberst Erwin Rommel. A batalha foi posteriormente muito utilizada para fins de propaganda por todas as partes envolvidas. Tobruk foi tomada 10 dias depois pelas tropas de Rommel. Rommel continuou a avançar contra as ações de atraso dos britânicos até ser interrompido na Primeira Batalha de El-Alamein em julho.
O Général Bernard Saint-Hillier disse em uma entrevista em outubro de 1991: "Um grão de areia freou o avanço do Eixo, que alcançou El-Alamein somente após a chegada das divisões britânicas descansadas: esse grão de areia era Bir Hakeim."

Ataque de Rommel: ataque frontal a Gazala e desvio em direção a Bir Hakeim, enquanto o Exército Britânico recua para cobrir Tobruk.

Na noite de 26 de maio de 1942, Rommel iniciou um ataque planejado com as 15.ª e 21.ª Divisões Panzer e o restante da 90.ª Divisão de Infantaria Motorizada, e as Divisões italianas Trieste e Ariete iniciaram o grande movimento de cerco ao sul de Bir-Hakeim conforme planejado. As unidades blindadas britânicas foram pegas de surpresa e recuaram.

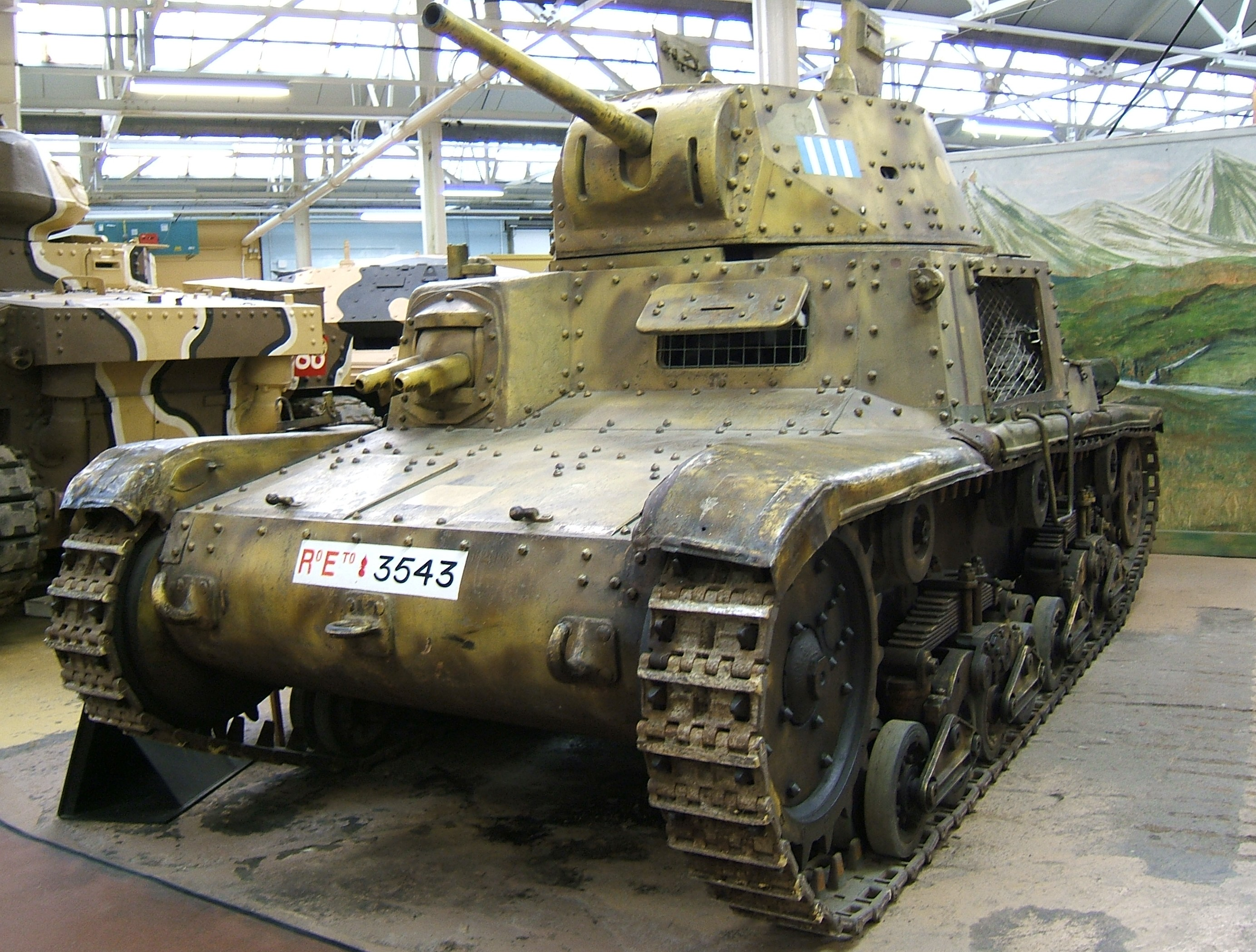
Tanque italiano M13/40.

Rommel então enviou a Divisão Blindada Ariete para atacar Bir Hakeim pelo sudeste. Esta divisão - formada pelo 132.º Regimento Blindado, equipado com tanques M13/40, do 8.º Reggimento Bersaglieri e do 132.º Regimento de Artilharia - atacou a posição francesa pela retaguarda em duas vagas sucessivas. Os tanques e veículos blindados italianos atacaram sem o apoio da infantaria e tentaram cruzar o campo minado. Seis tanques conseguiram se infiltrar nas linhas francesas, evitando minas e fogo antitanque, mas acabaram sendo destruídos por tiros de 75mm à queima-roupa, e as tripulações foram capturadas.
A Divisão Ariete, reduzida a apenas 33 tanques em 45 minutos, teve que recuar. Os tanques restantes então tentaram flanquear as forças francesas atacando através da zona V do campo minado protegendo aquele lado. Finalmente se reagruparam e recuaram, deixando para trás 32 tanques destruídos. No entanto, ao norte de Bir Hakeim, a 3.ª Brigada Motorizada Indiana foi aniquilada e duas brigadas britânicas enfraquecidas - a 4.ª e a 7.ª Blindada motorizada - foram forçadas a recuar para Bir-el-Gubi e El-Adem, deixando Bir-Hakeim e as Forças Francesas Livres para lutarem sozinhas contra todo o peso das forças de Rommel.
O sucesso de Rommel no norte custou muito caro, e o amplo plano de flanco de Rommel estava se mostrando mais arriscado por causa da resistência em Bir Hakeim (seu flanco direito e rota de abastecimento foram ameaçados por esta posição). O Afrikakorps teve que tomar Bir Hakeim. Então Rommel enviou a Divisão Trieste, a 90.ª Divisão de Infantaria Leve e 3 regimentos blindados de reconhecimento da Divisão Pavia contra Bir Hakeim.
A infantaria alemã lançou um ataque total, apoiado pela 15.ª Divisão Panzer, com pesadas barragens de artilharia. Uma brecha foi feita e em 9 de junho, a ordem de evacuação chegou ao acampamento francês e as Forças Francesas Livres abriram caminho de volta às linhas britânicas.

#### 2.ª Divisão Blindada do General Leclerc

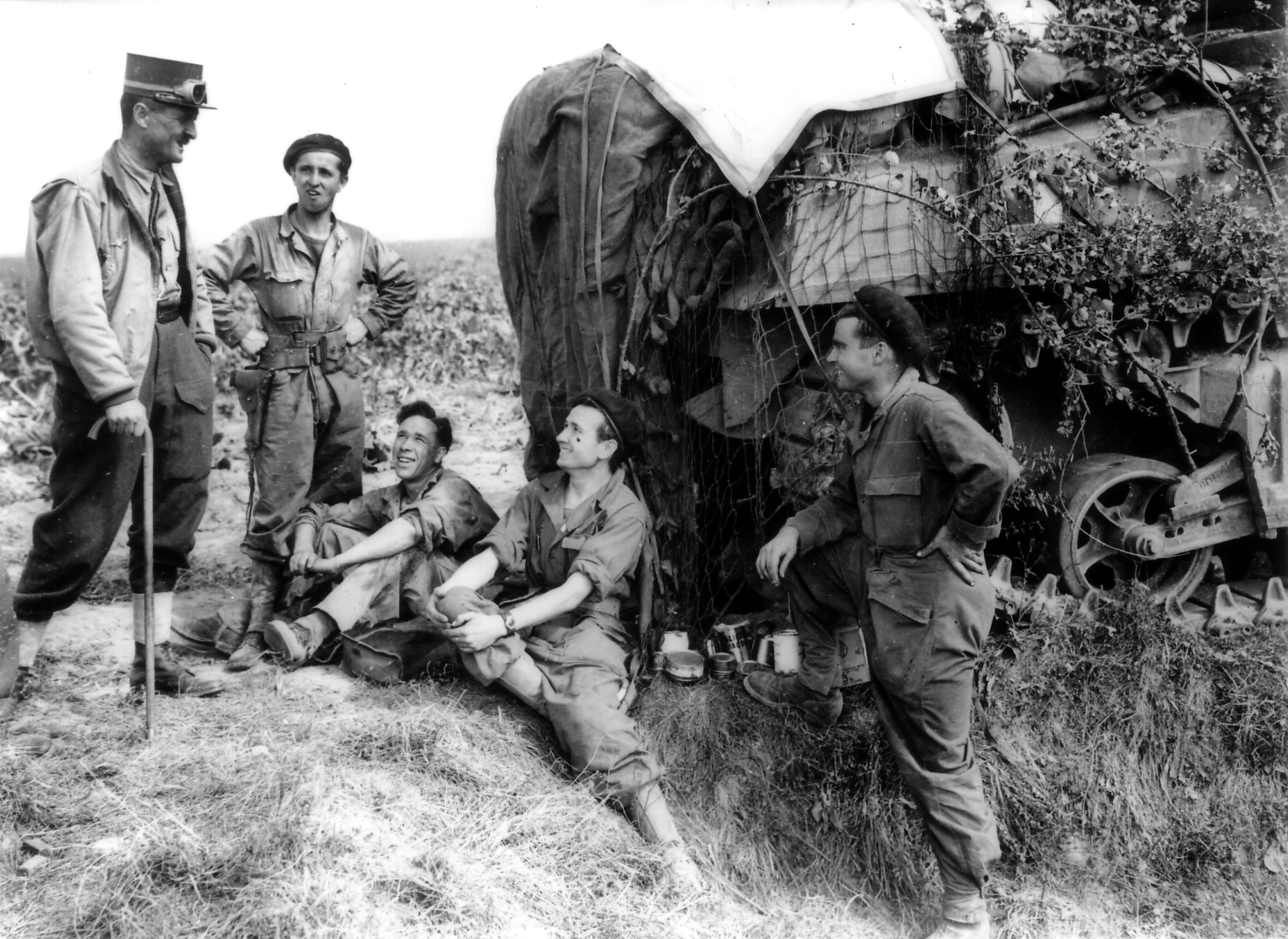
O General Leclerc conversa com seus homens do 501° RCC (501.º Regimento de Tanques).

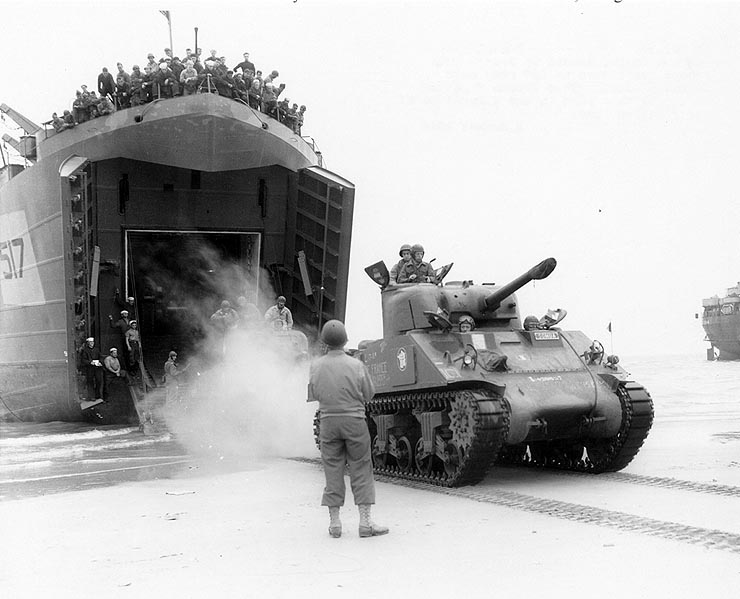
Tanques M4A2 Sherman da Île de France do 12e RCA, 2e DB desembarcando na Normandia.

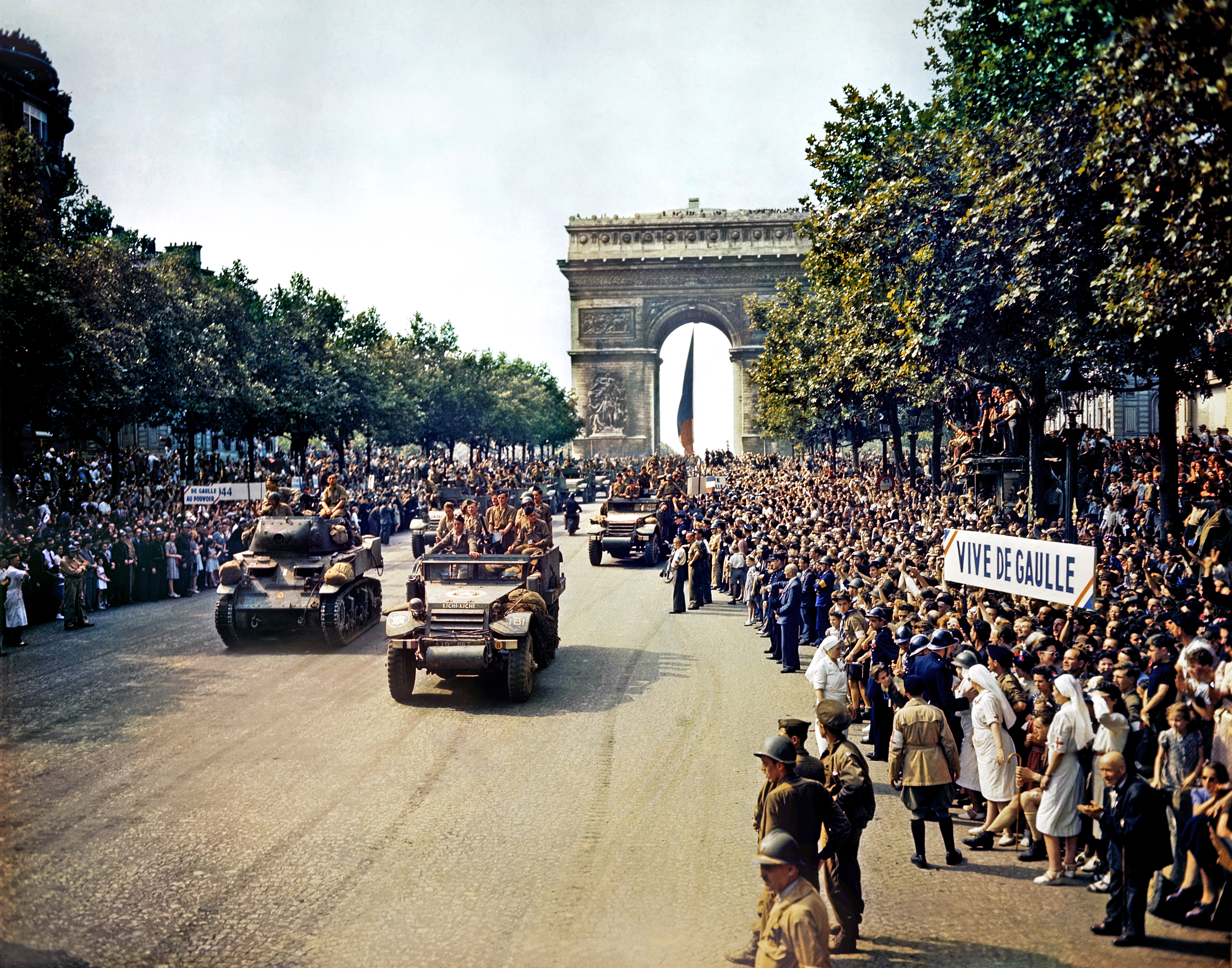
A 2.ª Divisão Blindada marchando na Champs Élysées em 26 de agosto de 1944.

A 2.ª Divisão Blindada francesa (em francês:  2e Division Blindée, 2e DB), era comandado pelo General Philippe Leclerc, um dos melhores comandantes de tanques franceses. O General Leclerc juntou-se às forças da França Livre após a queda da França e adotou o pseudônimo da Resistência "Jacques-Philippe Leclerc". Charles de Gaulle, ao conhecê-lo, promoveu-o de capitão a major (comandante) e ordenou-lhe que fosse para a África Equatorial Francesa como governador do Camarões francês de 29 de agosto de 1940 a 12 de novembro de 1940. Ele comandou a coluna que atacou as forças do Eixo vindo do Chade e, tendo marchado com suas tropas pela África Ocidental, destacou-se na Tunísia.
A 2.ª Divisão Blindada francesa foi formada em torno de um núcleo de unidades que invadiram a Líbia italiana desde o final de 1940 até entrarem em Trípoli em 1943 sob o comando de Leclerc, mas era conhecida por sua luta em Kufra em 1941; posteriormente renomeada como 2.ª Divisão Ligeira, em agosto de 1943, foi organizada sob a organização de divisão blindada leve americana.
Depois de desembarcar na Normandia em 1.º de agosto de 1944, sua 2.ª Divisão Blindada participou da Batalha do Bolsão de Falaise (12 a 21 de agosto), onde quase destruiu a 9.ª Divisão Panzer e então seguiu para libertar Paris. As tropas aliadas estavam evitando Paris, contornando-a no sentido horário em direção à Alemanha. Isso foi feito para minimizar o perigo de destruição da cidade histórica caso os alemães tentassem defendê-la. Leclerc e de Gaulle tiveram que persuadir Eisenhower a enviar a 2.ª Divisão Blindada de Leclerc e entraram em Paris, e a libertação por Leclerc ajudou a consolidar a reivindicação de de Gaulle como líder dos franceses.
Em 25 de agosto, a 2.ª Divisão Blindada e a 4.ª Divisão dos EUA entraram em Paris e a libertaram. Depois de duros combates que custaram à 2.ª Divisão 35 tanques, 6 canhões autopropulsados e 111 veículos, von Choltitz, o governador militar alemão de Paris, capitulou no Hôtel Meurice.
Depois que a divisão libertou Paris, ela derrotou uma brigada panzer durante os confrontos blindados na Lorena, forçou o passo de Saverne e libertou Estrasburgo. Depois de participar da Batalha do Bolsão de Colmar, a divisão foi movida para o oeste e atacou o porto atlântico de Royan, controlado pelos alemães, antes de cruzar novamente a França em abril de 1945 e participar da luta final no sul da Alemanha.
Após a libertação da França, o próximo tanque a ser introduzido seria o tanque pesado ARL 44, que chegou tarde demais para participar da Segunda Guerra Mundial, mas foi usado no pós-guerra por um tempo. Os ARL 44 equiparam o 503e Régiment de Chars de Combat estacionado em Mourmelon-le-Grand e substituíram dezessete tanques Panther usados anteriormente por aquela unidade.

### Guerra Fria

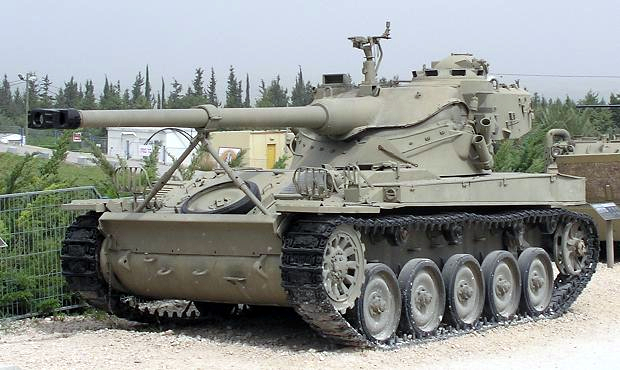
Tanque leve AMX-13, produzido de 1953 a 1985.

Vários projetos de tanques foram construídos pela França após a Segunda Guerra Mundial. Modelos de tanques como o AMX-13 e o AMX-30 também foram exportados para vários outros países. Projetos de tanques franceses mais recentes sacrificaram a proteção da blindagem para aumentar a mobilidade, devido à ideia de que a grande quantidade de blindagem necessária para proteger contra ameaças antitanques modernas afetaria significativamente a capacidade de manobra e que uma velocidade mais alta e dimensões mais compactas do veículo seriam mais eficazes em proteger o tanque de ameaças potenciais.
Uma brecha se formou entre a França e a Alemanha Ocidental após a decisão de Charles de Gaulle de que a França não mais participaria da OTAN, com a Alemanha Ocidental se opondo a um projeto de tanque comum padronizado. Em 1963, tanto a Alemanha Ocidental quanto a França declararam que produziriam tanques puramente nacionais. O desenvolvimento de projetos de tanques de batalha principais, como o AMX-30, ocorreu logo depois.

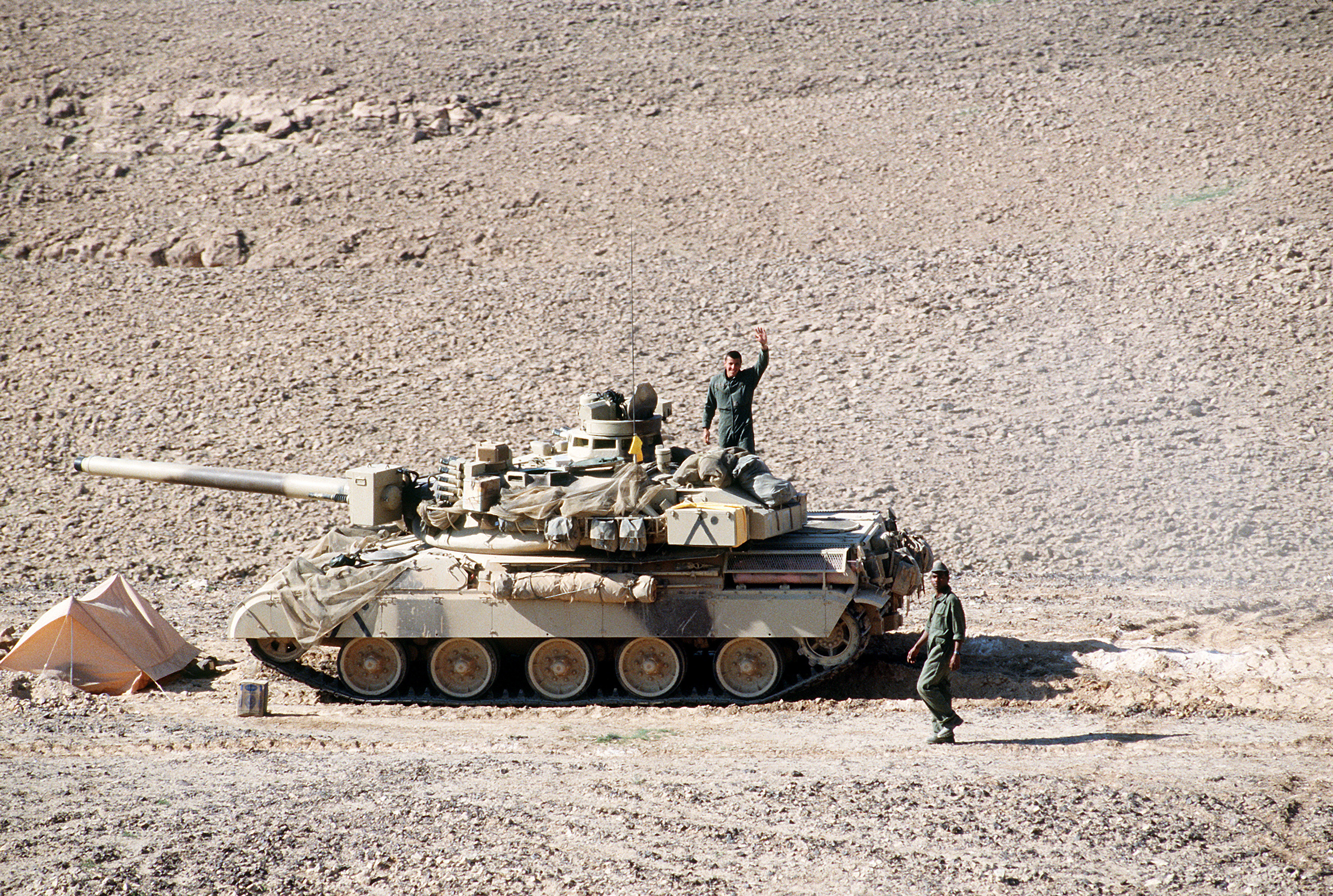
Francês AMX-30B2 desdobrado na Arábia Saudita, durante as operações militares antes da Guerra do Golfo.

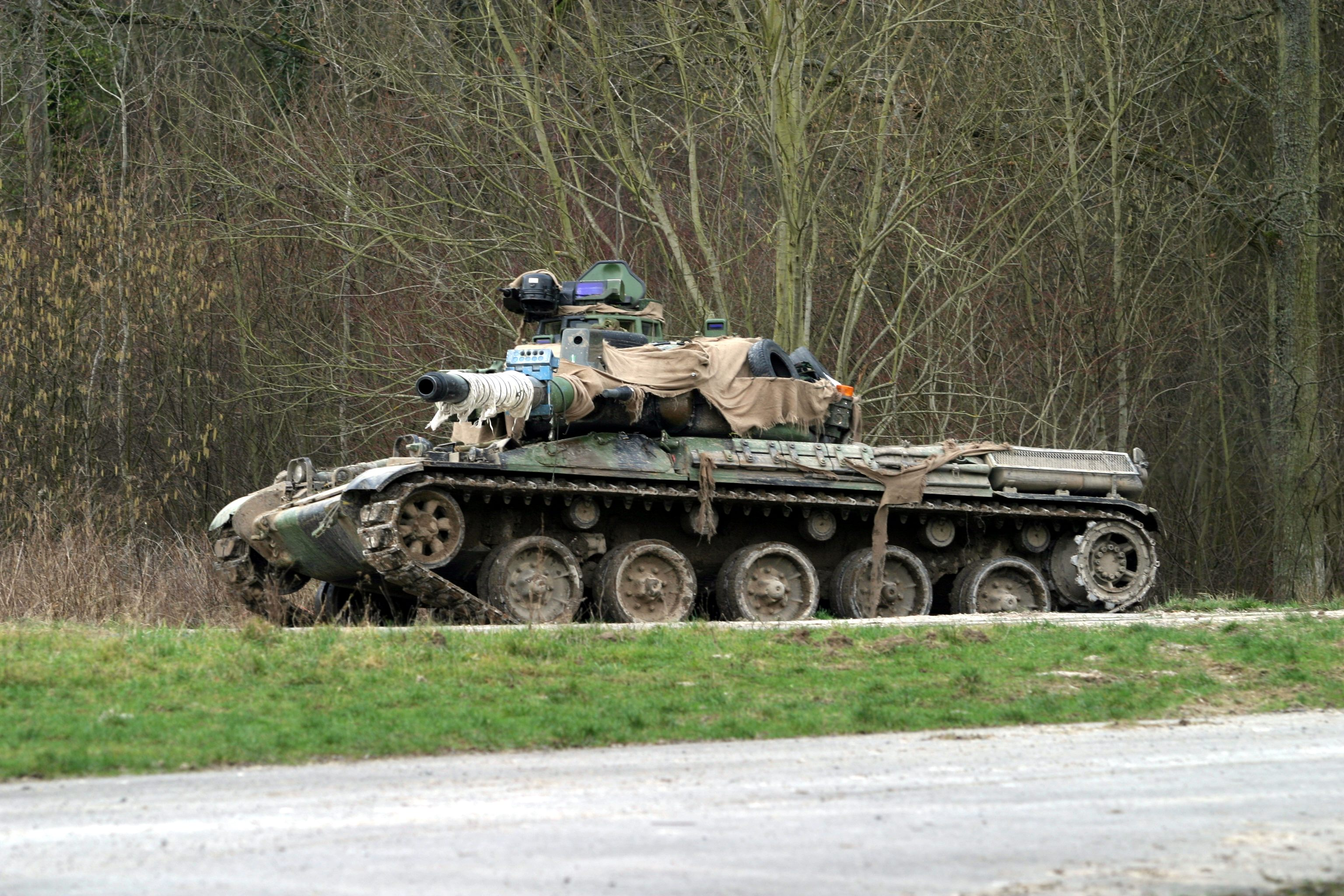
AMX-30 do FORAD (Force Adverse), representando um T-72, em manobra.

A produção do AMX-30 ocorreu no Atelier de Construction de Roanne, na cidade de Roanne. Esta fábrica de manufatura pesada foi construída durante a Primeira Guerra Mundial para produzir projéteis de artilharia, embora em 1952 a fábrica tivesse começado a produzir veículos de combate blindados. Antes de produzir o AMX-30, por exemplo, havia fabricado 1.900 AMX-13 e variantes. A fábrica de Roanne foi responsável pela montagem final, a maioria dos componentes foi feita em outro lugar: o motor do Atelier de Construction de Limoges, a blindagem completa montada pelos Ateliers et Forges de la Loire, a torre do Atelier de Construction de Tarbes, o canhão pelo Atelier de Construction de Bourges, a cúpula e metralhadora pela Manufacture d'Armes de Saint-Étienne e a ótica pelo Atelier de Construction de Puteaux; tudo isso novamente usou muitos subcontratados. Em uma série de fusões corporativas sob orientação estatal, a maioria dessas empresas acabaria se concentrando no GIAT.
Originalmente, 300 AMX-30 foram encomendados pelo Exército Francês e, em 1971, o pedido foi aumentado para 900, divididos em oito lotes, incluindo todas as variantes baseadas no chassis. A partir de 1966, dez AMX-30 foram montados por mês, e os cinco primeiros foram emitidos em agosto de 1966 para o 501.º Régiment de Chars de Combat. A produção mensal cresceu para 15 a 20 tanques à medida que novas fábricas começaram a fabricar componentes do veículo e as fábricas existentes aumentaram seu potencial de produção. No entanto, em abril de 1969, a produção foi novamente reduzida para dez por mês. Em 1971, cerca de 180 veículos estavam em serviço; em 1975 começou a entrega das últimas 143 unidades do oitavo lote final do pedido original. Em 1985, o número de AMX-30 aumentou para 1.173. Ao final da produção, a França aceitou 1.355 AMX-30 em serviço, incluindo 166 novos AMX-30B2. Outros 493 tanques foram reformados e modernizados para os padrões AMX-30B2; originalmente 271 veículos novos e 820 reformados foram planejados. O Exército Francês também aceitou um grande número de variantes, incluindo 195 obuseiros autopropulsados, 44 lançadores de mísseis nucleares táticos AMX-30 Pluton, 183 AMX-30R, 134 AMX-30D e 48 veículos de engenharia (AMX-30EBG). Os últimos 35 novos tanques de batalha foram encomendados em 1989 pelo Chipre e as últimas novas variantes de veículos, um lote de vinte GCT, em 1994 pela França.

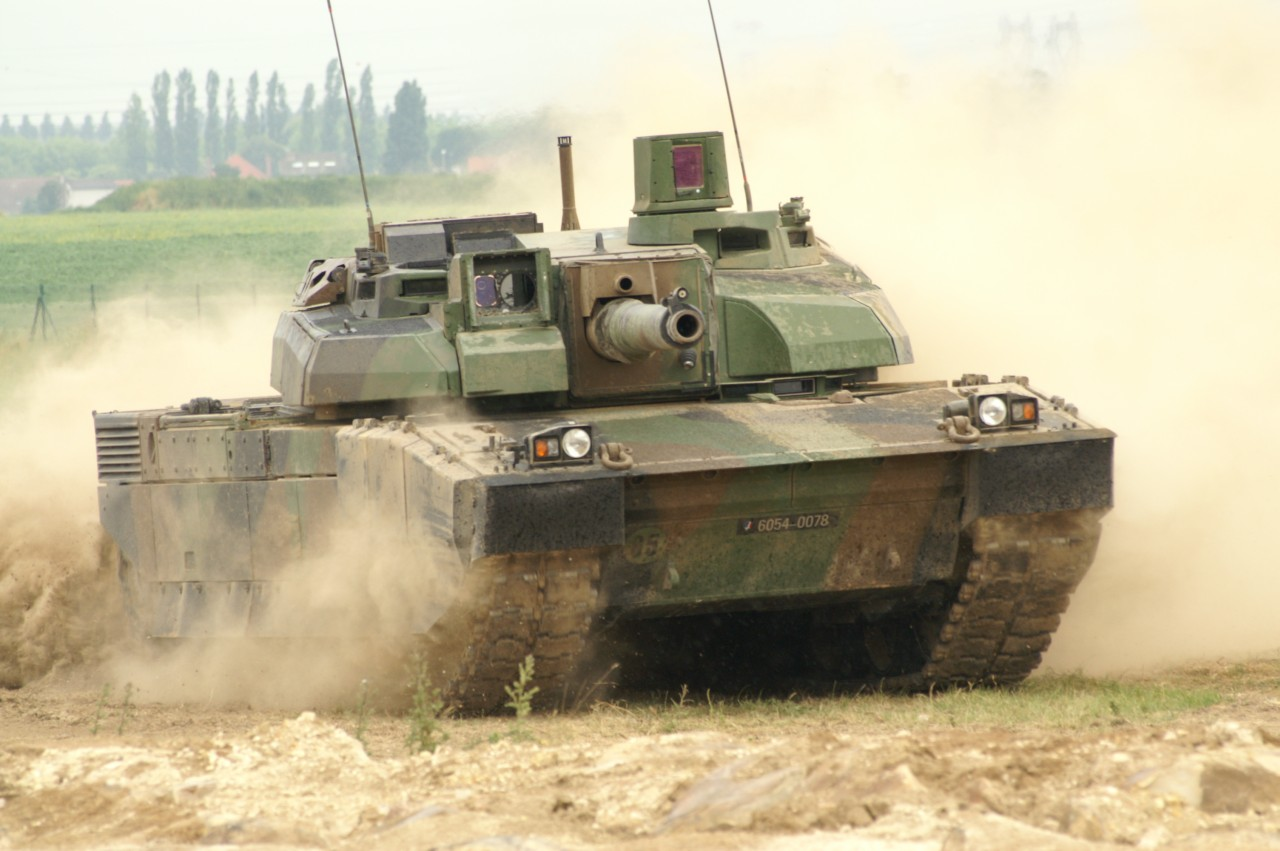
Um Leclerc em manobras.

No final da década de 1990, o Exército Francês começou a aceitar o novo tanque principal de batalha Leclerc para substituir o antiquado AMX-30. As primeiras unidades a serem equipadas com o novo tanque foram os 501.º e 503.º regimentos de carros de combate, seguidos pelos 6.º e 12.º Regimentos Cuirassier.
No início dos anos 1980, o próximo da série AMX, fabricado pela GIAT e voltado para exportação, foi projetado. Como o AMX-32 não conseguiu atrair vendas em potencial, a empresa decidiu produzir mais uma atualização. Este foi o tanque de batalha principal AMX-40. O desenvolvimento do AMX-40 começou em 1980 como um projeto de folha limpa. Em 1983 o primeiro protótipo foi finalizado e apresentado na Exposição de Satory daquele ano. Dois outros protótipos foram produzidos em 1984; o quarto, e último, foi fabricado em 1985. O projeto não se destinava ao serviço na França, mas como um sucessor do AMX-32, a versão de exportação aprimorada do AMX-30. No entanto, os esforços para obter encomendas estrangeiras falharam, sendo a Espanha o cliente potencial mais sério a considerar o projeto. Em 1990, ele não era mais oferecido para exportação.

## Visão geral por tanque
(Apenas os tanques que foram construídos em números significativos são listados. )
Período Entre-Guerras e Segunda Guerra Mundial
- Car 2C
- RenaultFT
- Char D1
- Char D2
- Renault R35
- Renault R40
- FCM 36
- Char B1
- AMR 33
- AMR 35
- AMC 34
- AMC 35
- Hotchkiss H35
- SOMUA S35

Guerra Fria
- AMX-10 RC
- AMX-13
- AMX-30
- AMX-40
- AMX-50
- ARL 44
- ARL 45

Era Moderna
- AMX Leclerc